# Anders Sandwall
Sven Anders Alfred Sandwall, född 16 juni 1934 i Göteborg, död 28 december 1985 i Brämhults församling, Borås,  var en svensk direktör. Han var son till Sven och Therese Sandwall samt far till Peter Sandwall.
Efter studentexamen i Borås 1954 studerade Sandwall vid Göteborgs handelsinstitut 1955 och vid Doemens i München 1956. Han blev delägare i AB Sandwalls ångbryggeri i Borås 1947, bryggmästare 1956, disponent 1961 och blev verkställande direktör där 1965. Efter att bolaget 1977 köpts av Bryggeri AB Falken var Sandwall verkställande direktör i sistnämnda bolag. Han var även styrelseledamot i AB Sandwalls ångbryggeri och blev suppleant i Svenska Bryggareföreningen 1962. 
Under Sandwalls ledning flyttades verksamheten 1967 från det gamla bryggeriet vid Bryggaregatan i centrala Borås till den nya anläggningen i stadsdelen Hulta.